# Beluša
Beluša – wieś (obec) w zachodniej Słowacji, w kraju trenczyńskim, w powiecie Púchov.

## Położenie
Beluša położona jest w dolinie Wagu, na jego lewym brzegu, w północnej części Kotliny Ilawskiej, w miejscu, w którym wpada do niego jego lewobrzeżny dopływ, Pružinka. Zabudowania wsi, której centrum otaczają ze wszystkich stron Pružinka i jej aktywne stare koryto, oddziela od toku Wagu biegnący wzdłuż niego Kočkovský kanál. Do Belušy należą obecnie również dwie dawniej samodzielne wsie, położone na południe od niej Hloža i Podhorie, a także leżące na południowy wschód od niej, w dolinie Slatinskiego Potoku, już na skraju Gór Strażowskich, osady Čerencové i znane z ciepłych źródeł Belušské Slatiny.
Przez wieś prowadzi jedna z najważniejszych linii kolejowych Słowacji, linia nr 120 Bratysława – Żylina. Beluša jest również ważnym węzłem drogowym. Biegnie przez nią, omijając centrum miejscowości od południowego wschodu, słowacka autostrada D1, od której odgałęzia się tu krótki fragment drogi ekspresowej R6 do Púchova. Jednocześnie przez wieś biegnie droga krajowa I klasy nr 61, od której odgałęzia się tu droga krajowa I klasy nr 49 idąca przez Púchov ku granicy z Czechami.

## Historia
Powstała jako osada przy historycznym szlaku biegnącym doliną Wagu z Węgier na Śląsk i do Polski. Pierwsze wzmianki pochodzą z 1330 roku. Około połowy XIV w. dostała już prawa miejskie, w tym herb i prawo organizowania jarmarków, które utraciła w końcu XIX w. Przez ten czas w większości dokumentów funkcjonowała jako „oppidum“.

## Obiekty zabytkowe
- Późnoromańska/wczesnogotycka kaplica p.w. św. Anny z II połowy XIII w.[6]
- Późnorenesansowy kościół p.w. św. Elżbiety Węgierskiej z I połowy XVII w., w XVIII w. przekształcony w stylu barokowym[6].